# Bahnstrecke Freinsheim–Frankenthal
| |                      |                         |                         |
| Streckennummer (DB): | 3435                 |                         |                         |
| Kursbuchstrecke (DB): | 666                  |                         |                         |
| Kursbuchstrecke: | 274h (1946)          |                         |                         |
| Streckenlänge: | 13,4 km              |                         |                         |
| Spurweite: | 1435 mm (Normalspur) |                         |                         |
| Streckenklasse: | D4                   |                         |                         |
| Maximale Neigung: | <15 ‰                |                         |                         |
| Minimaler Radius: | ca. 230 m            |                         |                         |
| Streckengeschwindigkeit: | 100 km/h             |                         |                         |
| Zugbeeinflussung: | PZB                  |                         |                         |
| Zweigleisigkeit: | –                    |                         |                         |
| |                      |                         |                         |
| \| \| \| von Monsheim \| \| \| \| 0,000 \| Freinsheim \| Freinsheim \| \| \| \| nach Neustadt (Weinstr) \| \| \| \| \| Talweidgraben \| \| \| \| 4,172 \| Weisenheim (Sand) \| Weisenheim (Sand) \| \| \| 6,582 \| Lambsheim \| Lambsheim \| \| \| \| Fuchsbach \| \| \| \| \| A 61 \| \| \| \| 10,262 \| Flomersheim \| Flomersheim \| \| \| \| von Ludwigshafen \| \| \| \| 11,927 \| Frankenthal Süd \| Frankenthal Süd \| \| \| 13,355 \| Frankenthal Hbf \| Frankenthal Hbf \| \| \| \| nach Mainz \| \| |                      |                         |                         |
| Strecke |                      | von Monsheim            | von Monsheim            |
| Bahnhof | 0,000                | Freinsheim              | Freinsheim              |
| Abzweig geradeaus und nach rechts |                      | nach Neustadt (Weinstr) | nach Neustadt (Weinstr) |
| Brücke über Wasserlauf |                      | Talweidgraben           | Talweidgraben           |
| Bahnhof | 4,172                | Weisenheim (Sand)       | Weisenheim (Sand)       |
| Haltepunkt / Haltestelle | 6,582                | Lambsheim               | Lambsheim               |
| Brücke über Wasserlauf |                      | Fuchsbach               | Fuchsbach               |
| |                      | A 61                    |                         |
| Haltepunkt / Haltestelle | 10,262               | Flomersheim             | Flomersheim             |
| Strecke von rechts · Strecke |                      | von Ludwigshafen        | von Ludwigshafen        |
| Haltepunkt / Haltestelle · Haltepunkt / Haltestelle | 11,927               | Frankenthal Süd         | Frankenthal Süd         |
| Bahnhof · Bahnhof | 13,355               | Frankenthal Hbf         | Frankenthal Hbf         |
| Abzweig geradeaus und von links · Strecke nach rechts |                      | nach Mainz              | nach Mainz              |

Die Bahnstrecke Freinsheim–Frankenthal ist eine 13,4 Kilometer lange Verbindungsbahn zwischen den Städten Freinsheim und Frankenthal, die über Weisenheim am Sand und Lambsheim verläuft. Die 1877 eröffnete Strecke stellt eine Querverbindung zwischen der Bahnstrecke Mainz–Ludwigshafen und der Pfälzischen Nordbahn Neustadt–Monsheim her. Bedingt durch eine Verlagerung der Verkehrsströme erlebte die Strecke nach dem Zweiten Weltkrieg im Personenverkehr einen Aufschwung, während der Güterverkehr zwischenzeitlich zum Erliegen kam.

## Geschichte
Als vierte der Strecken, welche im Rahmen der Fusion von 1870 der Pfälzischen Nordbahn-Gesellschaft Auflage erhielt, wurde die Strecke von Freinsheim nach Frankenthal im Jahre 1873 konzipiert. Mit dem Bau der Strecke waren wegen des zu erwartenden Güterverkehrs umfangreiche Erweiterungen im Frankenthaler Bahnhof notwendig geworden. Dabei entstanden dort auch neue Hochbauten sowie die Stichbahn zum ebenfalls zu dieser Zeit gebauten Frankenthaler Kanal. Die Pfälzische Nordbahn hatte wegen zeitaufwendiger Prozesse zum Grunderwerb alle Mühe, die Strecke zum 15. Oktober 1877 dem Verkehr zu übergeben.
1922 erfolgte die Eingliederung der Strecke in die neu gegründete Reichsbahndirektion Ludwigshafen. Im Zuge deren Auflösung zum 1. April 1937 wechselte sie in den Zuständigkeitsbereich der Reichsbahndirektion Mainz.
Die Deutsche Bundesbahn (DB) gliederte die Strecke nach dem Zweiten Weltkrieg in die Bundesbahndirektion Mainz ein, der sie alle Bahnlinien innerhalb des neu geschaffenen Bundeslandes Rheinland-Pfalz zuteilte.
Am 1. Juni 1971 gelangte die Strecke im Zuge der Auflösung der Mainzer Direktion in den Zuständigkeitsbereich ihres Karlsruher Pendants.
Zum Fahrplanwechsel am 14. Juni 2015 um 00:00 Uhr wurde der Haltepunkt „Frankenthal Süd“ im Zuge der Integration der Bahnstrecke Mainz–Ludwigshafen in den Verkehr der S-Bahn RheinNeckar in Betrieb genommen.

## Verlauf
Die Strecke verläuft komplett innerhalb der Rheinebene. Sie beginnt am Bahnhof Freinsheim. In diesem zweigt sie fast rechtwinklig von der Pfälzischen Nordbahn ab. Anschließend führt sie über die Orte Weisenheim am Sand, Lambsheim und Flomersheim, ehe sie mittels einer S-Kurve den Hauptbahnhof von Frankenthal erreicht.
Von Freinsheim bis Weisenheim am Sand befindet sie sich im Landkreis Bad Dürkheim. Lambsheim ist Teil des Rhein-Pfalz-Kreises. Der restliche Abschnitt liegt in der kreisfreien Stadt Frankenthal (Pfalz).

## Verkehr

### Personenverkehr
Der Fahrplan von 1884 wies durchgehende Verbindungen von Freinsheim nach Ludwigshafen auf, ebenso der von Anfang des 20. Jahrhunderts. Der Fahrplan von 1944 enthielt zwölf Züge in Richtung Freinsheim und zwei in Richtung Frankenthal. Bereits in den 1950er Jahren existierten erneut Fahrten, die bis nach Ludwigshafen durchliefen. In den 1960er Jahren fuhren über die Strecke an Sonn- und Feiertagen in Ludwigshafen beginnende Ausflugszüge nach Ramsen an der Eistalbahn und nach Altleiningen. Bis in die 1970er Jahre existierte entlang des Streckenabschnitts Freinsheim–Monsheim eine hauptsächlich Arbeitern dienende Zugverbindung der Relation Ludwigshafen–Frankenthal–Marnheim.
Aus umlauftechnischen Gründen wurden die Züge der Strecke ab den 1980er Jahren in westlicher Richtung nach Grünstadt durchgebunden. Sie ist heute ein Teil der Kursbuchstrecke 666 (Eiswoog –) Ramsen – Grünstadt – Freinsheim – Frankenthal Hbf meist im Stundentakt – befahren.
In Freinsheim besteht Anschluss an die Regionalbahnen in Richtung Neustadt (Weinstraße), in Frankenthal an die Regional-Express-Züge nach Mainz und Karlsruhe sowie an die S-Bahnen Richtung Mannheim (über Ludwigshafen) und Mainz (über Worms). Seit Mitte April 2023 verkehren die Züge von Frankenthal nach Freinsheim (geht weiter bis nach Grünstadt) meist im 30-Minuten-Takt.

### Güterverkehr
Anfang des 20. Jahrhunderts befuhren Güterzüge der Relation Ludwigshafen – Grünstadt – Eisenberg – Hettenleidelheim.

## Fahrzeugeinsatz
Anfang des 20. Jahrhunderts waren Loks der Gattung P 2.II und P 5 im Personenverkehr eingesetzt, während die G 2.I und die G 2.II für den Güterverkehr zuständig waren. Für den Personenverkehr waren ab Ende der 1980er Jahre Triebwagen der Baureihe 628 zuständig. Seit Ende 2015 werden Triebwagen der Baureihen 622 und 623 eingesetzt.

## Betriebsstellen

### Freinsheim

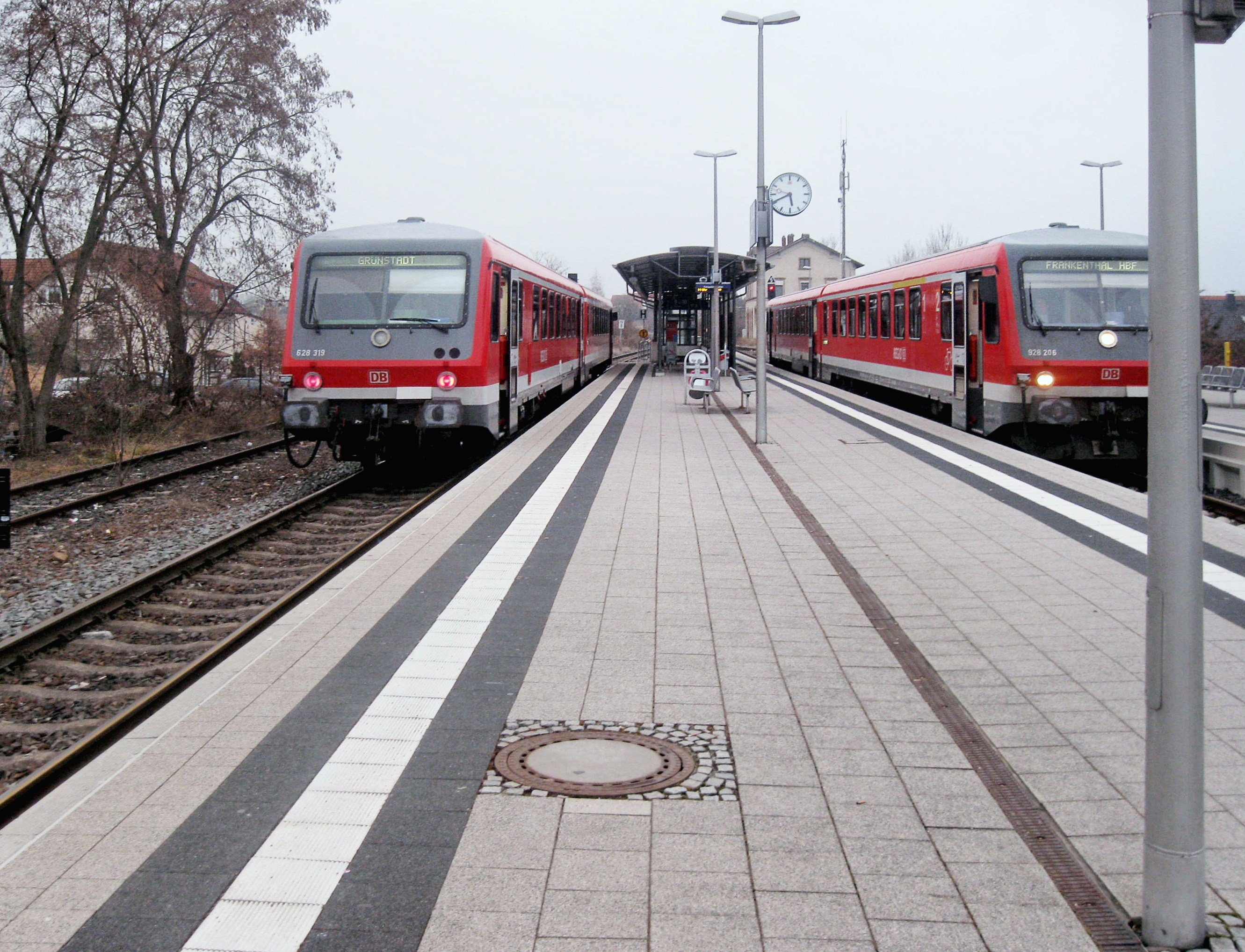
Zugkreuzung im Bahnhof Freinsheim (2012)

Der Bahnhof Freinsheim befindet sich am südwestlichen Ortsrand der Stadt Freinsheim. Er verfügt über Parkplätze, Fahrrad-Stellplätze, Busanschluss und einen barrierefreien Zugang. Sein früheres Empfangsgebäude steht zudem unter Denkmalschutz.

### Weisenheim (Sand)
Der Bahnhof Weisenheim (Sand) befindet sich am südöstlichen Ortsrand der Gemeinde Weisenheim am Sand. Sein früheres Empfangsgebäude steht unter Denkmalschutz.

### Lambsheim

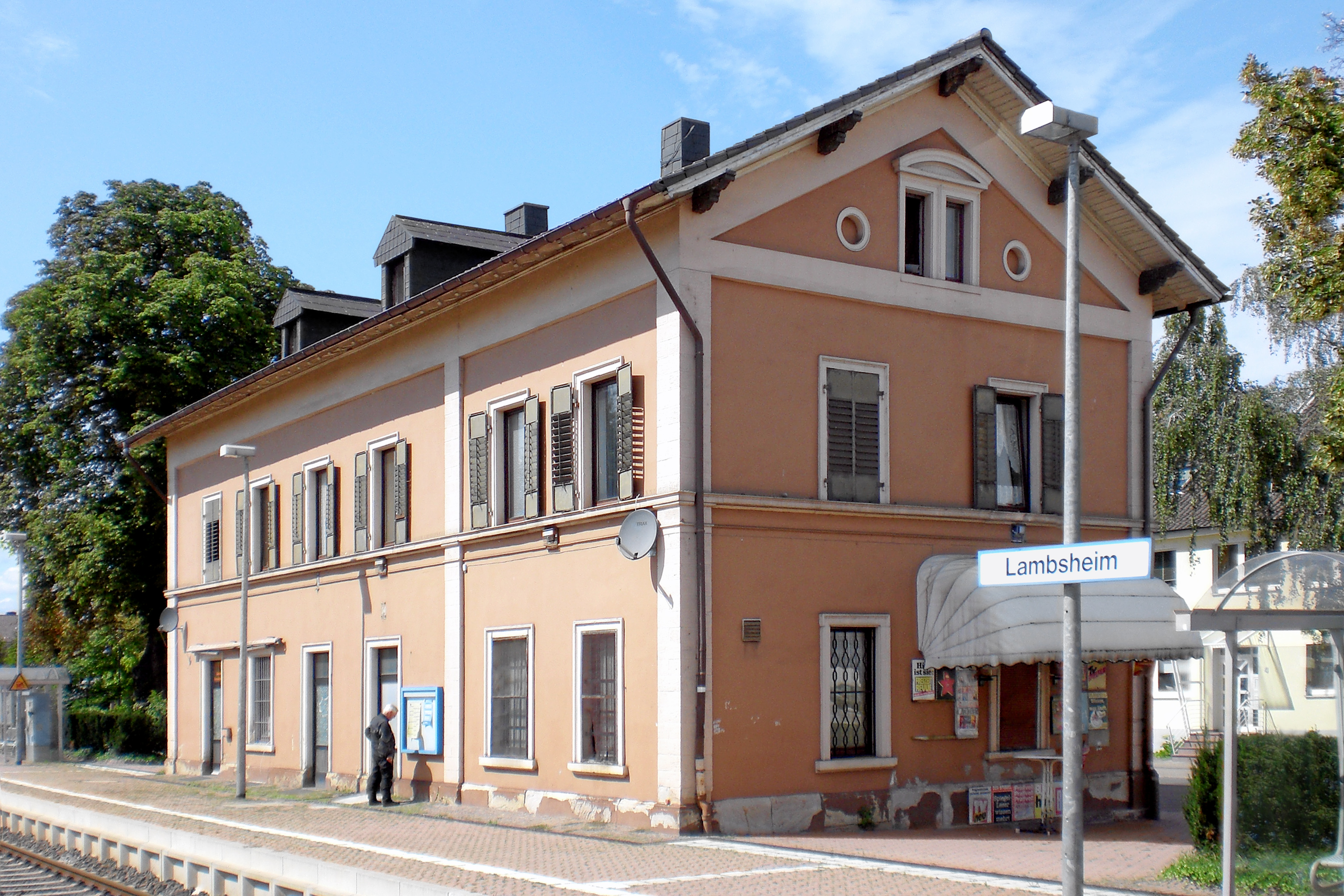
Empfangsgebäude von Lambsheim

Der Haltepunkt und frühere Bahnhof Lambsheim befindet sich am nordwestlichen Ortsrand von Lambsheim. Sein früheres Empfangsgebäude steht unter Denkmalschutz.

### Flomersheim
Der Haltepunkt und frühere Bahnhof Flomersheim befindet sich am nordöstlichen Ortsrand von Flomersheim.

### Frankenthal Süd
Im Rahmen des „Rheinland-Pfalz-Taktes 2015“ und der zweiten Ausbaustufe der S-Bahn RheinNeckar wurde im Süden der Stadt Frankenthal der Haltepunkt Frankenthal Süd geplant, an welchem auch einzelne Züge, die auf der Strecke Freinsheim–Frankenthal verkehren, halten. Der Haltepunkt befindet sich zwischen der Carl-Bosch-Siedlung und dem Gewerbegebiet Süd und damit im Umfeld mehrerer Schulen. Er ist als Bike-and-ride-Station ausgelegt. Der Haltepunkt wurde zum Fahrplanwechsel am 14. Juni 2015 um 00:00 Uhr in Betrieb genommen.

### Frankenthal Hauptbahnhof
Der Bahnhof wurde 1853 als Durchgangsbahnhof der Bahnstrecke Mainz–Ludwigshafen eröffnet. Von 1891 bis 1939 war Frankenthal außerdem Ausgangspunkt einer schmalspurigen Lokalbahn nach Großkarlbach.